# Ctěnický potok
Ctěnický potok je potok tekoucí ze Ctěnic k Vinoři. Pramení nedaleko Ctěnického zámku, dále protéká zámeckým parkem a dělí ho zhruba na dvě poloviny. Za ním protéká Ctěnickým rybníkem a dále téměř tvoří hranici mezi Vinoří a Přezleticemi. Mezi Vinoří a Podolankou se pak zleva vlévá do Vinořského potoka, jehož je hlavním přítokem.